# NGC 821
NGC 821 (również PGC 8160 lub UGC 1631) – galaktyka eliptyczna (E6), znajdująca się w gwiazdozbiorze Barana. Odkrył ją William Herschel 4 września 1786 roku.